# 董瑞昌
董瑞昌，清朝末年上海商人，船王董浩云之父，香港首任行政長官董建华之祖父。

## 生平
清末中国战乱饥荒不断，董瑞昌祖母携三个儿子落难迁居至宁波府，其中两子不幸夭折，仅幼子幸存，为董瑞昌之父。董父有二子，即董瑞昌和董瑞霖兄弟，董瑞霖为长子，董瑞昌为次子。董瑞昌娶陶氏为妻，有二子一女，董浩云排行第三为幼子。
董瑞昌携全家迁居上海闸北，自此在上海建立家业。董瑞昌在上海从事新兴的五金产业，在上海南市大东门霸基橋邊创立源森玻璃五金号，又开设印刷厂，是董氏家族商业之始。。
1927年，董瑞昌在上海的生意因政局不稳而萧条，董浩云因家中经济不济而被迫辍学。董浩云执意留在上海生存。董浩云后得父亲首肯步入航运业，是为董家航运业之肇始。
董瑞昌在上海逝世。